# Бракел (Доња Саксонија)
Бракел (њем. Brackel) град је у њемачкој савезној држави Доња Саксонија. Једно је од 42 општинска средишта округа Харбург. Према процјени из 2010. у граду је живјело 1.641 становника. Посједује регионалну шифру (AGS) 3353004.

## Географски и демографски подаци
Бракел се налази у савезној држави Доња Саксонија у округу Харбург. Град се налази на надморској висини од 53 метра. Површина општине износи 13,9 km². У самом граду је, према процјени из 2010. године, живјело 1.641 становника. Просјечна густина становништва износи 118 становника/km².